# Michał Kuszel
Michał Kuszel herbu Drogosław – szambelan Stanisława Augusta Poniatowskiego w 1764 roku, stolnik podlaski w latach 1739-1775.
Poseł ziemi drohickiej na sejm 1744 roku, na sejm nadzwyczajny 1750 roku i na sejm 1758 roku. Poseł na sejm 1762 roku z województwa podlaskiego. 